# Milk (película de 2008)
Milk (título original: Sut) es una película turca de 2008, dirigida por Semih Kaplanoğlu. Es parte de la trilogía Yusuf, posterior a Yumurta (2007) y anterior a Bal (2010), que culminó la serie. La trilogía se centra en la pérdida de las tradiciones y el consiguiente impacto en las personas.

## Sinopsis
Yusuf vive con su madre viuda, Zehra, en un suburbio del popular distrito de Tire, en la provincia de Izmir. Mantiene su economía a salvo con algunas vacas y la venta de productos lácteos en el mercado local. Además, continúa llevando la leche a las zonas residenciales y ofrece sus productos directamente viajando en motocicleta
Después de la muerte de su padre, según el concepto tradicional, él es el jefe de familia. Y en este papel, también pasó a ser el sustento familiar. Sin embargo, a sus 20 años de edad, él tiene otras prioridades. Su madre le acusa de usar el dinero para libros y bolígrafos, en lugar de trabajar y cumplir con sus obligaciones. Su moto, sin embargo, termina descompuesta y es llevada al taller. Yusuf entonces debe trabajar en una mina. Allí conoce a otro joven que también estuvo interesado en la poesía, pero ha reconocido que no se puede vivir de ella, y en su lugar se dedica a ser un buen minero
Un día, una prestigiosa revista literaria publica uno de sus poemas de amor, haciéndole ver un futuro como poeta. Su madre finalmente cree en el talento de su hijo y le permite viajar a Izmir para el examen de admisión universitario. Poco después, durante un examen médico, es diagnosticado con epilepsia y vuelve perturbado a su pueblo. La enfermedad y la recién iniciada de relación de su madre con otro hombre le dan nuevamente un giro inesperado a su vida.
En la última escena se ve a Yusuf como un minero con un cigarrillo y mirando a lo lejos. Lentamente sus ojos se llenan de lágrimas.

## Crítica
Moviepilot la consideró como "una película para todo el mundo". El espectador obtiene la "tranquilidad del estilo y la alteridad de la imagen", consiguiendo un poderoso retrato de la mdernización de una sociedad rural y una melancólica parábola sobre el crecimiento".

## Premios y nominaciones
- 2008: Premio FIPRESCI en el Festival Internacional de Cine de Estambul
- 2008: Mostra del Cinema di Venezia

La película se estrenó el 1 de septiembre de 2008, en el Festival Internacional de cine de Venecia. Diez días más tarde, se presentó en el Toronto International Film Festival en Canadá, y posteriormente en el Festival Internacional de Cine de Mar del Plata, en Argentina. En Turquía fue estrenada el 2 de enero de 2009.